# Баз-каган
Баз-каган (VII век) — предводитель токуз-огузов. Когда Кутлуг-каган (Эльтериш) разгромил токуз-огузов, Баз-каган погиб в сражении. Баз-каган упомянут в известной надписи, установленной Бильге-каганом в память о Кюль-тегине: «В честь моего отца-кагана [Эльтериша] во главе [цепочки камней] поставили балбалом [изображение] Баз-кагана». Исследователи связывают это с поминанием убитых врагов: «их витязей убив, я приготовил [себе] балбалов».